# Giacomo Adolfi
Pour les articles homonymes, voir Adolfi.

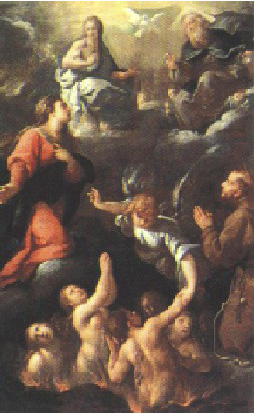
Pala del suffragio

Giacomo Adolfi (Bergame, 1682 - 1741) est un peintre italien baroque qui fut actif au XVIIIe siècle  dans la région de Bergame.

## Biographie
Giacomo Adolfi, né à Bergame, est le frère aîné du peintre Ciro Adolfi. Il a appris la peinture auprès de son père Benedetto Adolfi.
Il a complété un certain nombre de fresques dans les églises et les bâtiments publics de Bergame, dont le « Couronnement de la Vierge » (église du monastère del Paradiso) et l'« Adoration des rois mages » (église Sant' Alessandro della Croce).

## Œuvres
- « Couronnement de la Vierge », église du monastère del Paradiso, Bergame.
- « Adoration des rois mages », église Sant' Alessandro della Croce, Bergame.
- « Pala del suffragio », église paroisiale de San Pietro, Trescore Balneario (probablement avec son frère Ciro)
- « il Martirio di S.Andrea », de Dezzolo Sant'Andrea, Vilminore di Scalve.
- Fresques de la voûte de l'église de Berzo San Fermo (avec F. Ferrara)

## Sources
- (en) Cet article est partiellement ou en totalité issu de l’article de Wikipédia en anglais intitulé « Giacomo Adolfi » (voir la liste des auteurs).